# يوم تيلانغانا
يوم تيلانجانا (اسم رسمي:తెలంగాణ అవతరణ దినోత్సవం) المعروف باسم يوم تكوين تيلانجانا هو يوم عطلة رسمية في ولاية تيلانجانا الهندية، يُحتفَل بهِ إحياءً لذكرى تشكيل ولاية تيلانجانا. يتم الاحتفال به سنويًا في 2 يونيو، والأحتفال بدأ مُنذ عام 2014. يرتبط يوم تيلانجانا بشكل شائع بالعروض والخطب السياسية والاحتفالات العامّة، بالإضافة إلى العديد من الأحداث العامة والخاصة التي تتضمّن تاريخ وتقاليد تيلانغانا. تحتفل الدولـة بهذهِ المُناسبة مع الأحداث الرسمية عبر المناطق. يُقام الحدث الرسمي لرفع العلم الوطني من قبل رئيس وزراء تيلانجانا وإجراء المسيرة الاحتفالية في أرض العرض. تُقام الاحتفالات في جميع مقاطعات الولاية والبالغ عددها 33 مقاطعة.

## تاريخ
تَمَّ تشكيل ولاية تيلانجانا رَسميًا في 2 يونيو 2014. تم انتخاب كالفاكونتلا شاندراشكار راو [الإنجليزية] كأول رئيس وزراء فيها، بعد الانتخابات، حصل فيها حزب تيلانجانا راشترا ساميثي [الإنجليزية] على الأغلبيّة من الأصوات.
في 1 يوليو 2013، أصدرت لجنة عمل الكونغرس بالإجماع قرارًا يوصي بتشكيل دولة تيلانجانا منفصلة. فـبعد مراحل مختلفة، تَمَّ تقديم مشروع القانون إلى برلمان الهند في فبراير 2014. في فبراير 2014 ، صدر قانون إعادة تنظيم ولاية أندرا براديش 2014 من قبل البرلمان الهندي لتشكيل ولاية تيلانجانا التي تضم عشر مقاطعات من شمال غرب ولاية أندرا براديش. حصل مشروع القانون على موافقة رئيس الهند ونُشِرَ في الجريدة الرسمية في 1 مارس 2014.

## الدلالة
يمثل هذا اليوم أهمّية في تاريخ حركة تيلانغانا [الإنجليزية] المُستمرة عبر السنين.